# Anna Wladimirowna Tschitscherowa
Anna Wladimirowna Tschitscherowa (russisch Анна Владимировна Чичерова, engl. Transkription Anna Chicherova; * 22. Juli 1982 in Jerewan, Armenische SSR) ist eine russische Hochspringerin, die 2007 Vizeweltmeisterin und 2011 Weltmeisterin wurde. Sie ist 1,80 m groß, wiegt im Wettkampf 57 kg und startet für den ZSKA Moskau.

## Werdegang
1999 wurde sie Jugendweltmeisterin, als sie in Bydgoszcz mit 1,89 m gewann. Bei den Juniorenweltmeisterschaften 2000 in Santiago de Chile wurde Tschitscherowa Vierte mit 1,85 m, Blanka Vlašić siegte mit 1,91 m. 2001 bei den Junioreneuropameisterschaften in Grosseto belegte sie mit 1,90 m den zweiten Platz hinter der Rumänin Ramona Pop die 1,92 m sprang.
Ihre erste Medaille in der Erwachsenenklasse gewann sie bei den Hallenweltmeisterschaften 2003 in Birmingham. Hinter Kajsa Bergqvist (SWE) und ihrer Landsfrau Jelena Jelessina erhielt sie für 1,99 m Bronze. Bei den Weltmeisterschaften 2003 in Paris belegte sie mit 1,95 m den sechsten Rang. 2004 bei den Hallenweltmeisterschaften in Budapest übersprang sie 2,00 m und gewann Silber hinter Jelena Slessarenko mit 2,04 m. Bei den Olympischen Spielen 2004 in Athen übersprang Tschitscherowa 1,96 m und belegte den sechsten Rang.
Anna Tschitscherowa gelang bei den Halleneuropameisterschaften 2005 in Madrid der einzige Sprung über 2,01 m; sie gewann Gold vor der Spanierin Ruth Beitia (1,99 m). In Helsinki bei den Weltmeisterschaften 2005 wurde sie mit 1,96 m Vierte bei gleicher Höhe zur Bronzemedaille von Emma Green. Relativ ungefährdet gewann Tschitscherowa mit 1,90 m Gold bei der Universiade 2005 in Izmir. Daheim in Moskau fanden Anfang 2006 die Hallenweltmeisterschaften statt, aber Tschitscherowa musste wegen einer Verletzung pausieren. Auch bei den Europameisterschaften 2006 in Göteborg war Anna Tschitscherowa noch nicht wieder in der Form vergangener Jahre; mit 1,95 m wurde sie Siebte. Bei den Halleneuropameisterschaften 2007 belegte die Russin mit 1,92 m den siebten Platz. In der Freiluftsaison 2007 fand sie dann zurück zu alter Stärke. In Osaka bei den Weltmeisterschaften 2007 sprang sie mit 2,03 m damalige persönliche Bestleistung und gewann Silber hinter Blanka Vlašić.
2008 in Peking startete Anna Tschitscherowa zum zweiten Mal bei Olympischen Spielen. Diesmal sprang sie als eine von vier Athletinnen über zwei Meter, auch die 2,03 m, ihre persönliche Bestleistung, übersprang sie im ersten Versuch, danach scheiterte sie allerdings drei Mal an der Sieghöhe von 2,05 m. Die Goldmedaille gewann überraschend Tia Hellebaut vor der großen Favoritin Blanka Vlašić. Dahinter errang die Russin zunächst die Bronzemedaille, die ihr acht Jahre später wegen Dopings aberkannt wurde. Eine bei den Weltmeisterschaften 2009 in Berlin errungene Silbermedaille verlor sie 2018 ebenfalls wegen Dopings.
2010 wurde Tschitscherowa Mutter einer Tochter. Ein Jahr danach gewann sie bei den Weltmeisterschaften in Daegu mit 2,03 m überraschend Gold vor der großen Favoritin Blanka Vlašić, die die gleiche Höhe übersprang. Im selben Jahr schraubte sie ihre persönliche Bestleistung auf 2,07 m, was sie auf den dritten Rang der Bestenliste aller Zeiten brachte. 2012 wurde Tschitscherowa Olympiasiegerin in London. Mit übersprungenen 2,05 Metern holte sie mit zwei Zentimetern Vorsprung auf die zweitplatzierte Brigetta Barrett (USA) die Goldmedaille. Bei den Weltmeisterschaften 2013 in Moskau teilte sie sich die Silbermedaille mit der Spanierin Ruth Beitia und 2015 in Peking gewann sie WM-Bronze.

## Doping
Am 6. Oktober 2016 gab das Internationale Olympische Komitee (IOC) bekannt, dass Tschitscherowa nachträglich von den Olympischen Spielen 2008 disqualifiziert wurde, weil in einem Nachtest ihrer Dopingproben Spuren des Anabolikums Turinabol festgestellt wurden. Die Bronzemedaille sollte somit an die viertplatzierte Russin Jelena Slessarenko gehen. Da jedoch auch sie sowie die zunächst fünftplatzierte Ukrainerin Wita Palamar nachträglich des Dopings mit Turinabol überführt wurden, ging die Medaille letztendlich an die sechstplatzierte US-Amerikanerin Chaunté Lowe. Ihren Einspruch gegen den Entzug des Bronzeranges wies das IOC im Herbst 2017 ab.
In seinen Mitteilungen Nr. 189 vom 31. Januar 2018 teilte der Leichtathletikweltverband IAAF mit, dass Tschitscherowa auch ihre Silbermedaille der Weltmeisterschaften 2009 in Berlin verliert, da alle Ergebnisse vom 24. August 2008 bis zum 23. August 2010 aberkannt wurden. Sie wurde vom 1. Juli 2016 bis 30. Juni 2018 gesperrt.